# Invernadero solar (técnica)

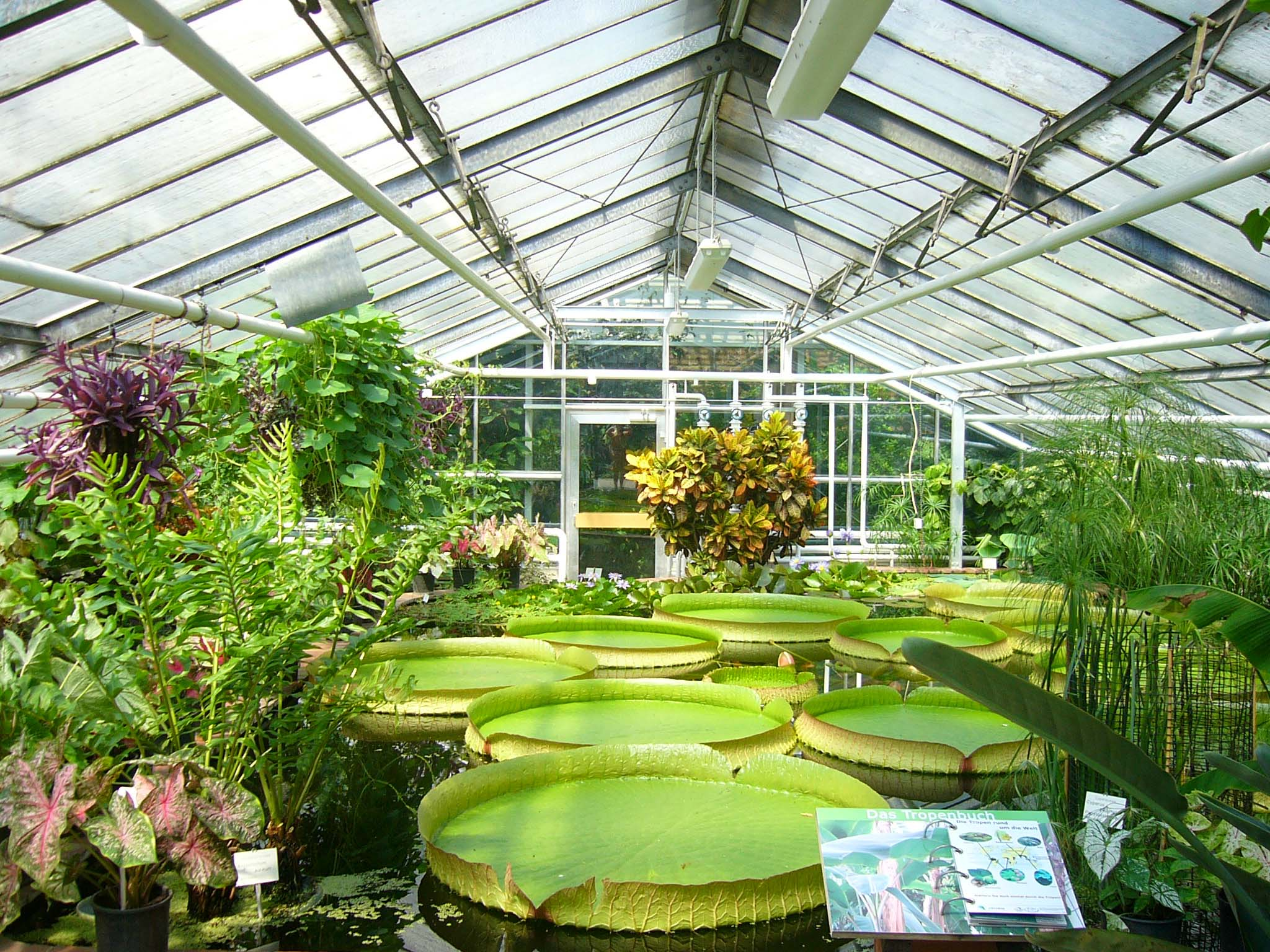
Invernadero en el jardín botánico de BS.Seerosen. (Braunschweig).

Un invernadero solar funciona dejando pasar la radiación solar y atrapando la energía de esa radiación para aumentar y mantener la temperatura interna sobre la del exterior (véase el efecto invernadero para más detalles).

## Características
Los aspectos más básicos del diseño del invernadero son: 
1. Primero, aislar termodinámicamente el sistema para detener la convección y la conducción térmica y de esta forma llegar a equilibrar la temperatura del interior con la temperatura ambiente;
2. En segundo lugar, proporcionar una transparencia controlada a dos tipos de radiaciones, por una parte la banda de emisión de radiación solar (280 nm hasta 2500 nm longitud de onda) y la banda de emisión de radiación terrestre (que va desde los 5000 nm hasta los 35 000 nm), con el propósito de controlar la temperatura dentro del invernadero. La cubierta de un invernadero debe ser más transparente a la radiación solar entrante y menos a la radiación termal: de esta forma se eleva la temperatura del ambiente.[1]

## Construcción
Para construir el invernadero tras haber establecido los dos fundamentos de aislamiento y control de temperatura, se elige un material de la cubierta que absorberá algo del IR saliente e irradia una porción de él nuevamente hacia el interior del ambiente del invernadero, de esta forma se reduce la pérdida de energía radiativa. El uso del aislamiento y del esmalte infrarrojo, más absorbente, realza el efecto reduciendo la pérdida de calor por la conducción y la radiación IR. La masa del suelo en la base de la plantación del invernadero hace que absorba una porción del calor disponible durante el período solar del día, para un uso posterior como fuente de calor radiante desde el suelo durante la noche.
Las instalaciones de tuberías subterránea de circulación de aire se pueden diseñar para realzar el potencial de la absorción del calor de la masa del suelo. Con diseño subterráneo apropiado, las tuberías subterráneas mejoran la circulación de aire llegando a absorber la mayoría de la radiación solar del día directamente en esta masa del suelo para proporcionar aire más fresco, evitando el recalentamiento de calor adicional en la noche.
También la adición de los materiales del almacenaje del calor que poseen alta capacidad calorífica, por ejemplo los envases de agua o los compartimientos de la arena y de la roca absorba la energía térmica durante el día para ayudar a prevenir que el invernadero se recaliente, y favoreciendo la emisión de energía para mantener la temperatura interna constante durante períodos en los que el ambiente sea más frío, por ejemplo durante la noche.

## Usos prácticos

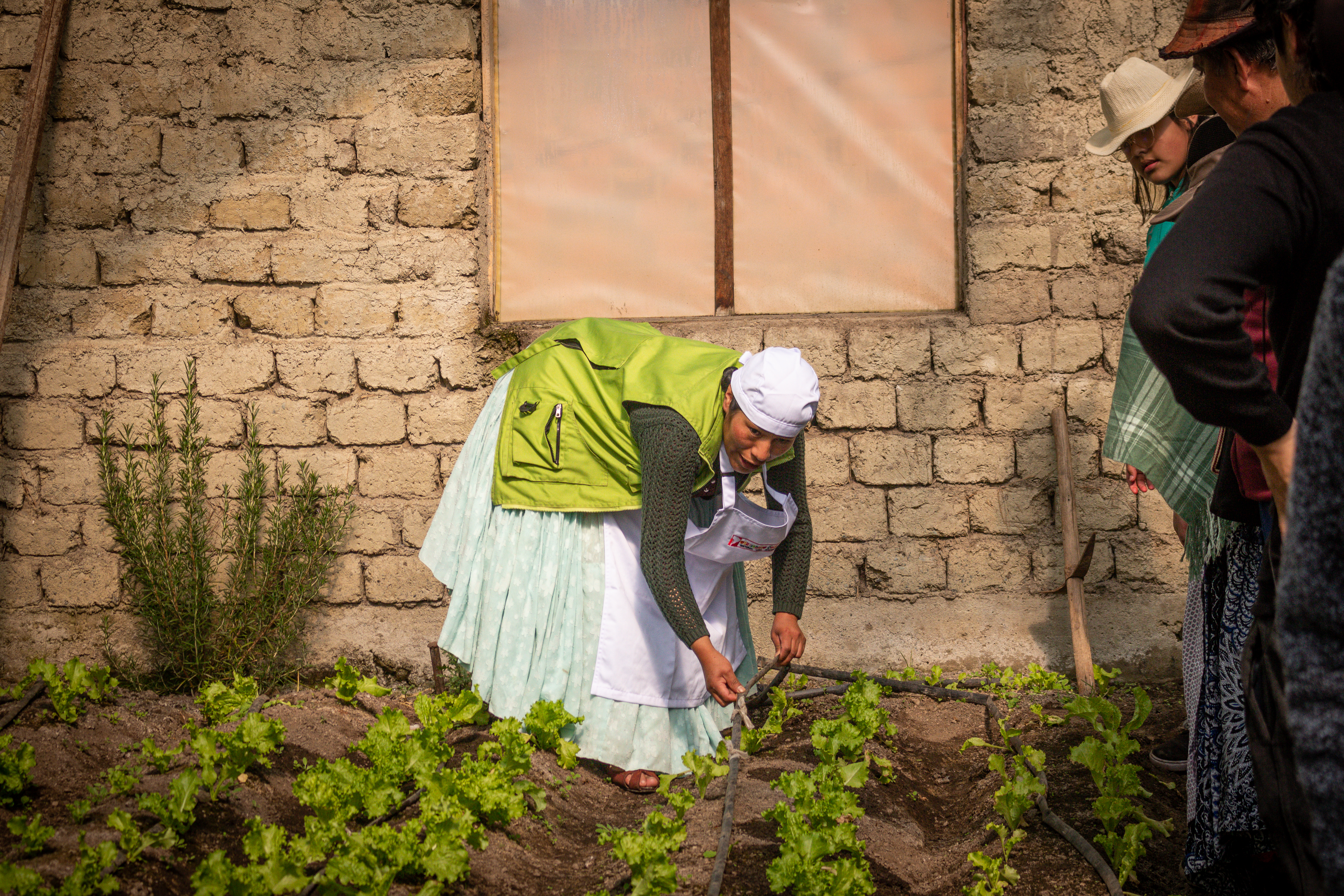
Una mujer explica el funcionamiento de las carpas solares en Bolivia.

El desarrollo moderno de superficies y de nuevos recubrimientos antireflectantes de origen plástico especiales para los invernaderos ha permitido la construcción de invernaderos que controlan selectivamente la transmitancia de longitudes de onda solares incidentes de la radiación y de longitudes de onda IR termales salientes. los nuevos materiales también mejoran las capacidades de aislamiento para reducir de esta forma la pérdida conductiva, se suele evitar esto con esmaltar la superficie para mejorar control el ambiente de mejor forma.
La investigación comienza con el bloqueo de la pérdida del calor de convección como dado en un sistema aislado y trabaja hacia mejorar la absorción y el aislamiento IR para reducir más lejos pérdida de energía radiativa y conductora. Los jardineros utilizan a veces una técnica del "invernadero-en-uno-invernadero", ponen plástico absorbente IR adicional dentro de un invernadero para proporcionar calor adicional en un área aislada para cubrir a las plantas o a las pipas de agua.
Otro uso práctico del efecto del invernadero está en la creación de cocinas solares. El análisis aquí compara las características termodinámicas de varios diseños solares de la cocina.

## Literatura
- Analytical Spectroscopy Research Group, Spectroscopy Overview, https://web.archive.org/web/20060205080404/http://www.pharm.uky.edu/ASRG/general_spectroscopy.html Describes the operation of the greenhouse effect both globally and in greenhouses.
- Fairey, Philip; An Analysis of Greenhouse Cookpot Design Considerations For Low-Cost Solar Cookers, Florida Solar Energy Center, https://web.archive.org/web/20060622081727/http://www.fsec.ucf.edu/bldg/pubs/cookpot/ , accessed 3-30-2005.
- Giacomelli, Gene A. and William J. Roberts1, Greenhouse Covering Systems, Rutgers University, downloaded from: https://web.archive.org/web/20060407080051/http://ag.arizona.edu/CEAC/research/archive/HortGlazing.pdf on 3-30-2005.
- Joliet O., et al.; Horticern - An Improved Static Model for Predicting the Energy-Consumption of a Greenhouse, Agricultural and Forest Meteorology 55(3-4): 265-294 Jun 1991.
- Kiehl, J.T., and Trenberth, K. (1997). Earth's annual mean global energy budget, Bulletin of the American Meteorological Society 78 (2), 197–208.
- Stanford University, Planetary Habitability, Chapter 7 A Clement Climate, https://web.archive.org/web/20060218172456/http://pangea.stanford.edu/courses/gp025/webbook/07_clement.html Earth Science Web Book which discusses greenhouses.

- Datos: Q9009096